# Гжебене-Кольонія
Гжебене-Кольонія (пол. Grzebienie-Kolonia) — село в Польщі, у гміні Новий Двур Сокульського повіту Підляського воєводства.
Населення — 64 особи (2011).
У 1975-1998 роках село належало до Білостоцького воєводства.

## Демографія
Демографічна структура станом на 31 березня 2011 року:
|          | Загалом | Допрацездатний вік | Працездатний вік | Постпрацездатний вік |
| -------- | ------- | ------------------ | ---------------- | -------------------- |
| Чоловіки | 34      | 4                  | 20               | 10                   |
| Жінки    | 30      | 3                  | 15               | 12                   |
| Разом    | 64      | 7                  | 35               | 22                   |